# Toran Caudell
Toran Caudell (15 ottobre 1982) è un attore, doppiatore e musicista statunitense.

## Biografia
Figlio di Lane Caudell, Toran ha iniziato la carriera come attore ancora ragazzino, intorno alla metà degli anni novanta.
Ha preso parte, insieme a Matthew Linville (quest'ultimo interpretava il personaggio di Jimmy Moon), ad alcuni episodi della nota serie televisiva Settimo cielo, nel ruolo di Rod.
Nel 1996 Caudell ha conseguito una nomination per il film Max e il guerriero d'oro (1995).

## Filmografia parziale
- Max e il guerriero d'oro (Max Is Missing) (1995)
- Pappa e ciccia (Roseanne), episodio "The Last Thursday in November" (1995)
- Moloney, episodio "Pilot" (1996)
- Il barattolo mortale (The Killing Jar) (1997)
- Il piccolo mago dei misteri (Il piccolo Mago dei Misteri) (Johnny Mysto: Boy Wizard) (1997)
- Settimo cielo (7th Heaven), 9 episodi (1997 - 2001)
- Due gemelle per un papà (Billboard Dad) (1998)
- Malcolm (Malcolm in the Middle), episodio "Se I Ragazzi Fossero Ragazze" (If Boys Were Girls) (2003)
- L.A. D.J. (2004)
- Experiment 14 (The Eavesdropper) (2004)